# Battesimo di Cristo (Giovanni Bellini)
Il Battesimo di Cristo è un dipinto a olio su tavola (410x265 cm) di Giovanni Bellini, databile al 1501-1503 e conservato nella chiesa di Santa Corona a Vicenza. L'opera è firmata «IOANNES / BELLINVS» in un cartiglio posto sulla roccia verso il basso a destra.

## Storia

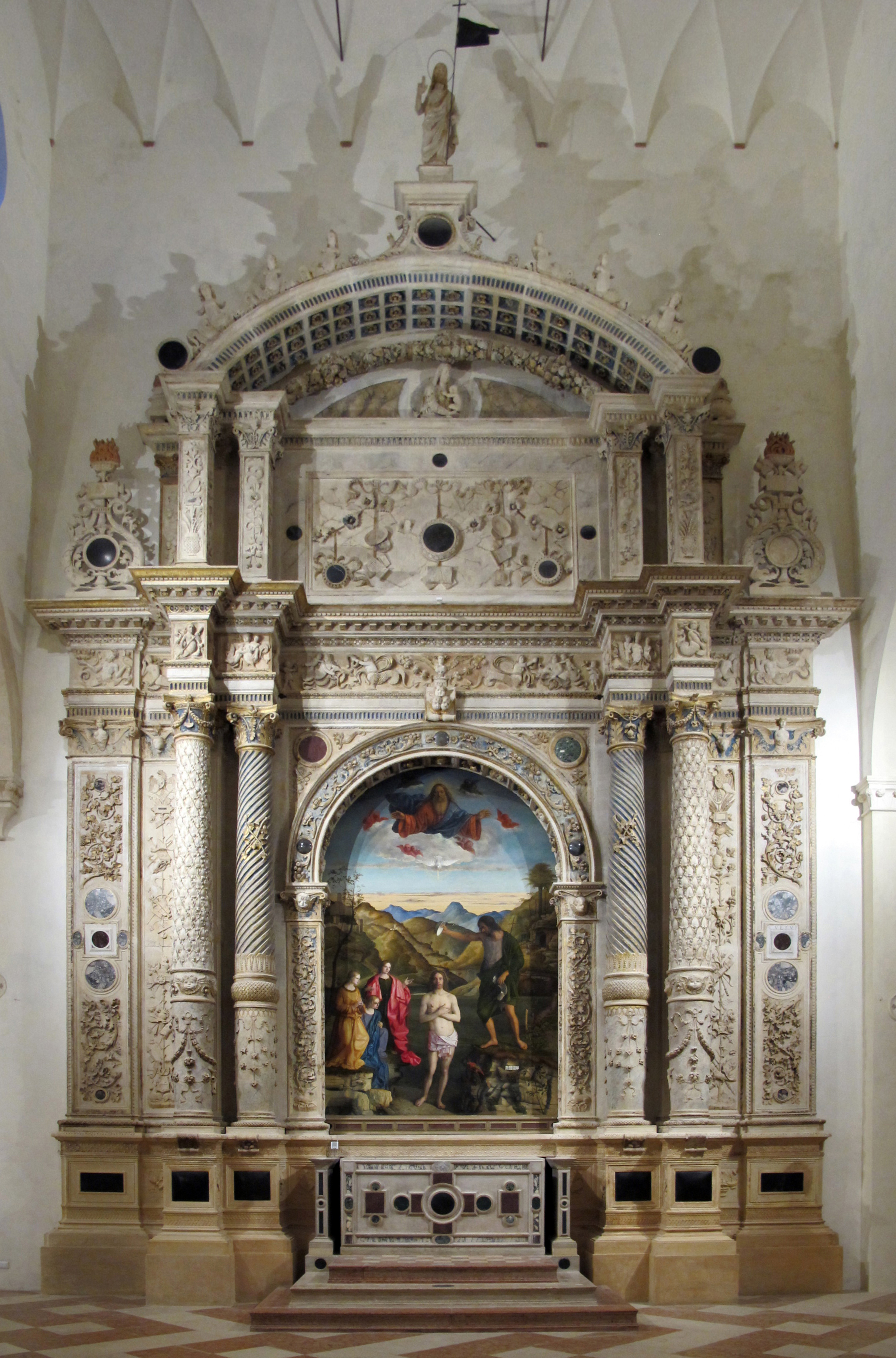
L'altare Graziani Garzadori in Santa Corona a Vicenza

L'altare fu voluto da Battista Graziani, ricco e colto lanaiolo vicentino creato conte palatino nel 1451 da Federico III, durante il suo pellegrinaggio in Terra santa. Questi, giunto sulle rive del Giordano, fece voto di erigere un altare dedicato al santo eponimo qualora fosse tornato salvo dal lungo viaggio: era indubbiamente pericoloso a quel tempo affrontare simili spostamenti e il Graziani era anche in età avanzata.
La chiesa di Santa Corona godeva al tempo di un notevole prestigio ed era luogo di pellegrinaggio per via di una spina, reliquia della corona di spine, che vi era conservata.
Dopo la rimozione del coro centrale, a partire dal 1487, e il suo trasferimento nel fondo dell'ampliata abside sotto alla quale era costruita una nuova cripta, si erano rese disponibili per nuovi utilizzi le due campate laterali nord vicine al transetto. Il muro di settentrionale della chiesa era però addossato a un lato del chiostro e non era possibile sfondarlo per creare cappelle come quelle già presenti lungo la navata meridionale.
Il 26 novembre 1500 fu formalizzato l'acquisto del privilegio di Graziani ad adattare la quinta campata nord, subito prima del transetto, per trasformarla in cappella gentilizia. All'origine fu delimitata da balaustrate sui lati e due statue erano poste accanto ai pilastri, permangono invece le insegne di famiglia apposte sui vertici delle arcate a demarcare l'area di pertinenza e la dedicazione scolpita sulle elaborate targhe apposte sui pilastri: a sinistra, BAP. GRATIANVS / EX HIEROSOLIMIS / SOPSPES / HOC SACELLUM / DIVO IOANNI / DICAVIT (Battista Graziani [tornato] sano e salvo da Gerusalemme dedicò questa cappella al santo Giovanni), e a destra, ANNO MD.
Dopo aver pagato la rimozione di un pulpito addossato ad un pilastro, probabile residuo dell'antico coro, affidò la costruzione dell'altare a Martino da Como e Tommaso di Bartolomeo da Lugano – noti anche come Bernardino e Tommaso da Milano – rispettivamente zio e padre di Rocco da Vicenza, un tempo erroneamente ricordato come autore di questo complesso.
L'imponente altare occupa quasi interamente la parete di fondo della campata (della quale fu anche necessario allora rialzare il soffitto). Si presenta organizzato su due ordini impostati su alti basamenti e coronati da una lunetta su cui si erge la statua del Salvatore. Colonne e lesene sono finemente modanate e decorate con motivi vegetali, animali e mitologici, oltre a commessi multicolori di altre pietre. Degli antichi risalti dorati restano soltanto alcune tracce. Una struttura tanto complessa da rischiare il soffocamento di qualsiasi dipinto contenesse.
Per l'ambizioso progetto Graziani incaricò contemporaneamente agli scultori non un pittore di prestigio locale come poteva essere Bartolomeo Montagna, bensì il più celebrato pittore della Serenissima, Giovanni Bellini. Non sembra tuttavia che questi sia stato consultato per equilibrare la cornice al dipinto, come invece era evidente nel coordinamento delle pale precedenti come quella di San Giobbe. Bellini riuscì comunque ad armonizzare la tavola e a farla risaltare.
Dalla lettura di una Chronica, risulta che entro il 1502 Battista Graziani fece mettere a tutte le colonne pietre «alle cornixe et frixo de sopra dell'altare per adornar la pala», affermazione che fa supporre che la pittura fosse già collocata.
Nel 1502 Graziani ottenne il permesso di esumare i due figli dalla chiesa dei Servi e li seppellì nella nuova cappella. Qui poco dopo dovette seppellire anche la moglie Paola; e qui Battista, morendo nel 1523, raggiunse i suoi cari come disposto dal testamento:
(Giovanni Battista Graziani, Archivio Storico di Vicenza, Ufficio Registro, Testamenti in bombacina, 19 settembre 1522.)
Nella lastra sepolcrale, ora perduta, si leggeva «V.P. BAPTISTA GRATIANUS VALERII FILIUS AB IMPERATORE/ FEDERICO III DONATUS PRECLARIS HONORIBUS / SIBI E PAULAE UXORI CHARISSIME / ET LEONARDO ET ANTONIE /DULCISSIMIS LIBERIS PRIMO AETATIS FLORE SUBREPTIS / V.S.L.M. MDXXII».
Con lo scioglimento degli ordini religiosi del 1807, l'opera fu indemaniata assieme al complesso conventuale. La grande tavola ha però sempre mantenuto la collocazione originaria fatti salvi i maggiori interventi di restauro, il suo ricovero a Firenze, tra il 1915 ed il 1919, per salvaguardarla dai potenziali danni della prima guerra mondiale, e gli eccezionali prestiti per la mostra Cinque secoli di pittura veneta a Venezia presso le procuratie nuove (1945, nell'immediato dopoguerra, cat. 31) e per la grande mostra su Giovanni Bellini alle Scuderie del Quirinale (2008-2009, cat. 47); a questa seguì una temporanea esposizione nei musei civici per allontanarla dai lavori di restauro della chiesa.
Nonostante i documenti ancorino l'esecuzione del dipinto al 1501/1503, la sua relativa modernità ha spinto alcuni storici a postdatarlo: Morelli (1890) lo considerava del 1510 e Fry lo metteva in relazione con la Madonna di Brera sempre del 1510; anche recentemente Christiansen (2004) lo avvicinava al 1505.

### Restauri
Fino a tutto il Seicento, stando alle testimonianze di Ridolfi (1648) e Boschini (1677), lo stato stato della pittura era buono. Invece a a metà del Settecento fu convocato Giambettino Cignaroli per aggiustare la parte superiore del dipinto diffusamente scrostata, ma, secondo l'erudito domenicano Giantommaso Faccioli (1741-1808), il pittore rifiutò e anzi consigliò i frati di desistere da qualunque richiesta di intervento. Tuttavia i più recenti restauri hanno rivelato che già nel XVIII secolo furono effettuati alcuni ritocchi e assottigliate le tavole al fine di riportarle in piano.
Gli incaricati del regio delegato dell'Inventario nel 1817 rassicurarono sulla marginalità delle carenze e sconsigliarono altri interventi considerati invece pericolosi. Solo due anni dopo un altro Inventario del comune lamentava gravi danni e la Congregazione municipale chiese al governo l'invio di un restauratore adatto, non essendovene a Vicenza. Si dovette però attendere il 1839 perché venisse nominato il restauratore Giuseppe Gallo Lorenzi su consiglio dell'Accademia di Belle Arti di Venezia.
Questi ridipinse completamente la parte alta del dipinto gravemente ammalorata dalle infiltrazioni. L'intervento fu oggetto di grandi polemiche perché la figura del Padre Eterno risultava di colore troppo vivace – e in effetti Lorenzi utilizzò pigmenti troppo moderni. Polemiche, che non rimasero solo locali tanto che Cavalcaselle dichiarò sul  The Spectator del 13 luglio 1850: «A Vicenza il famoso quadro col Battesimo di Giovanni Bellini, nella chiesa di Santa Corona, fu ridotto ad un cadavere».
Tra la fine dell'Ottocento e l'inizio del Novecento seguirono diversi interventi di consolidamento da parte della famiglia di restauratori bergamaschi Steffanoni che agirono nel 1887, 1902, 1910, e nuovamente nel 1915, prima del ricovero a Firenze, e nel 1919, dopo il rientro a Vicenza. Accanto a questi interventi è da segnalare la querelle, durata del 1893 al 1902 tra i fautori di un radicale restauro dell'opera – compreso il suo trasporto su tela, come spesso si usava a quei tempi – e i conservatori che trovavano il dipinto in condizioni sufficienti da non richiedere immediati o drastici interventi.
Nel 1934 vennero invitati a controllare le condizioni della pala gli accademici Italico Brass ed Ettore Tito che ne consigliarono un urgente restauro. A questo punto il Ministero dell'educazione nazionale incaricò il restauratore milanese Mauro Pelliccioli di eseguire un nuovo esame del dipinto e questi suggerì un intervento piuttosto limitato, escludendo tassativamente il trasporto su tela. A ravvivare le polemiche giunse la lettera del 1 febbraio 1935 di Franco Steffanoni che, forte dell'esperienza della famiglia, proponeva invece come inderogabile il trasporto su tela. Fortunatamente fu Pelliccioli ad effettuare il restauro anticipando gli attuali indirizzi.
Nel 1978 Ottorino Nonfarmale eseguì un nuovo restauro utilizzando strumenti diagnostici più moderni. E in effetti nell'ultimo restauro realizzato tra settembre 2006 e febbraio 2007, non è stato necessario eseguire una nuova radiografia totale; la diagnostica è stata integrata con nuove riprese in luce ultravioletta e il controllo in sovrapposizione delle immagini digitalizzate.

## Descrizione e stile

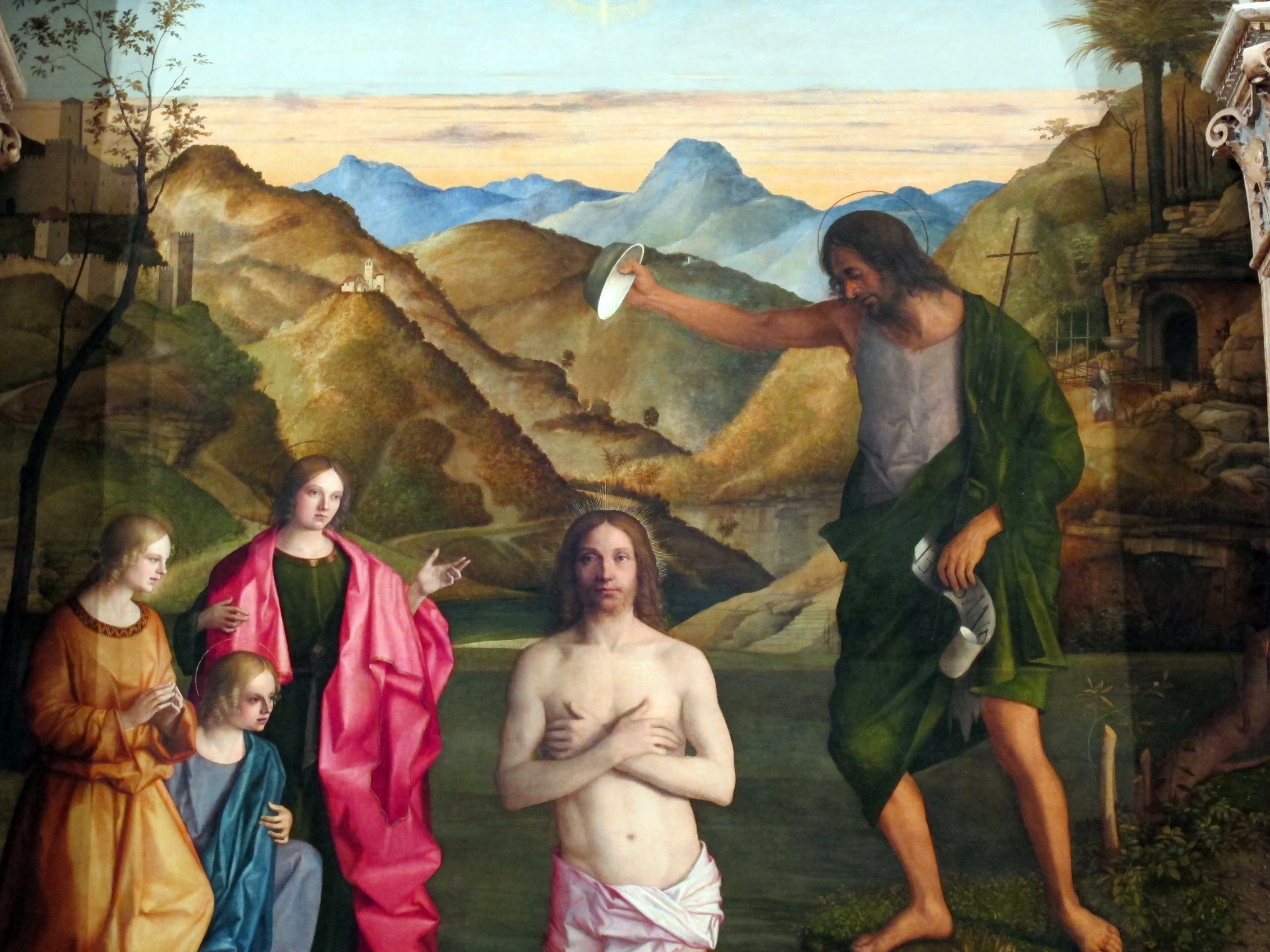
Particolare

Questa è la descrizione, poetica e critica, della pala di Santa Corona fatta da Roberto Longhi nel suo Viatico scritto per l'annunciata mostra Cinque secoli di pittura veneta del 1945-1946, quasi un'introduzione:
(Roberto Longhi, Viatico per cinque secoli di pittura veneziana, 1946)
Molti storici e critici prima e dopo il Longhi hanno scritto della medesima pala formando una specifica letteratura volta ad analizzare di volta in volta gli aspetti della tecnica pittorica e approfondire quelli semantici dell'opera.
Questa pala segna il ritorno del Giambellino alle grandi rappresentazioni religiose, temi a cui aveva lasciato campo libero ai più giovani Cima e Carpaccio nell'ultimo decennio del secolo precedente, quando era impegnato nel grande ciclo per il Palazzo Ducale, ciclo disgraziatamente perduto nel disastroso incendio del 1577. Un ritorno al genere delle pale d'altare, parte essenziale del suo successo, ma anche della sua evoluzione poetica. Un ritorno con cui dimostrò ancora una volta una capacità di rinnovarsi, riaffermando il suo magistero nella pittura sacra e «muovendosi in parallelo ma autonomamente rispetto al giovane Giorgione».
In quest'opera il respiro del paesaggio e l'armonizzazione tra le figure sacre e la natura, determina «il trionfo del piano visivo, della rappresentazione dello spessore spaziale e della corporeità esclusivamente attraverso la rifrazione e la gradazione di luci e ombre» e rivela l'approdo del Bellini a quel tonalismo che Marco Boschini aveva già registrato e descritto nel 1676:
(Marco Boschini, I gioielli pittoreschi virtuoso ornamento della città di Vicenza, 1677 (1676), Venezia, Francesco Nicolini, p. 70)
Un giorgionismo ante litteram che portò Arslan ad immaginare la collaborazione del giovane Giorgione, ipotesi che «non è più accolta dalla critica successiva» e talvolta anche liquidata come semplicemente «fantasiosa».
Questa tecnica di pittura, alla base di quel tonalismo che appunto trionferà nella breve stagione del Giorgione e proseguita da Tiziano, rappresentava però un progresso tale da non poter trovare una diretta assimilazione da parte dei pittori locali.
Ma, percepibile soprattutto nel paesaggio e nel letto del fiume, è la pittura ormai lontana «dalla precisione lenticolare e alla fiamminga che lo aveva contraddistinto nei decenni precedenti» svincolata dai contorni netti, per rappresentare l'impressione dei singoli elementi senza una loro minuta definizione. Anche nella resa a colpetti di colore dell'aureola di Cristo e nelle frange del perizoma, emerge un virtuosismo di tecnica impressionistica debitrice di analoghi effetti sperimentati un paio d'anni prima dal più giovane allievo nella sua Pala di Castelfranco.
Un'ulteriore novità nei modi di Bellini è anche l'assenza del tipico disegno chiaroscurato da fitte linee parallele al di sotto della pellicola pittorica – come rilevato dalle indagini riflettografiche – sostituito invece dalle semplici linee di contorno delle figure e dei panneggi. La precedente tecnica del Bellini è oggi apprezzabile, senza ausili tecnici, soltanto nel Compianto fiorentino, ma era evidentemente ben nota a quei tempi tanto da venir rammentata e sconsigliata da Paolo Pino nel 1548:
(Paolo Pino, Dialogo di pittura, Venezia, 1548, p. 16v)
L'opera si basa sullo schema iconografico di origine bizantina che rappresenta, sotto un simbolico Padre con lo Spirito Santo, Cristo immerso nelle acque del Giordano, affiancato dal Battista e, sulla riva opposta, da tre angeli. Un esempio può essere la tardiva reiterazione nel mosaico nel battistero della basilica di San Marco, ma questa base iconografica consolidata era già stata rappresentata da Giotto agli Scrovegni cinquant'anni prima. La realizzazione di Bellini tiene comunque conto dello schema già attualizzato in ambito veneto dal Cima col suo Battesimo per San Giovanni in Bragora e prima ancora anche da Andrea Alessi sul portale del battistero della cattedrale di Traù (1467).
Resta singolare la doppia illuminazione presente nella grande tavola che rende indefinibile il momento in cui si svolge l'azione: l'aurora o il crepuscolo. Infatti la luce proviene da levante per le figure di primo piano, come se provenisse dall'abside della chiesa tradizionalmente orientato a est, e da occidente per il paesaggio di sfondo. È un trattamento poi ripreso dal Bellini anche nella Madonna col Bambino benedicente di Brera del 1510.  Forse è stato un espediente volto a definire due tempi distinti: uno per l'evento evangelico centrale e l'altro per la conduzione umanamente contemporanea del paesaggio.

La composizione segue una linea verticale che, integrandosi all'incorniciatura marmorea, parte dalla statua del Salvatore, attraversa l'altorilievo della Madonna allattante e i tre cherubini a bassorilievo sulla chiave dell'arco della cornice, entra nella superficie dipinta passando per il Padre Eterno, lo Spirito Santo e dopo aver incrociato il bacile del Battista incontra la ieratica figura frontale di Gesù. Sopra al paesaggio di sfondo, con un netto stacco dai monti azzurrini, una fascia aranciata separa l'ultraterreno dal terreno e segna ancora una relazione con la cornice marmorea stendendosi all'altezza dell'abaco dei capitelli. Queste due linee portanti nella composizione definiscono così la forma di una croce latina. 

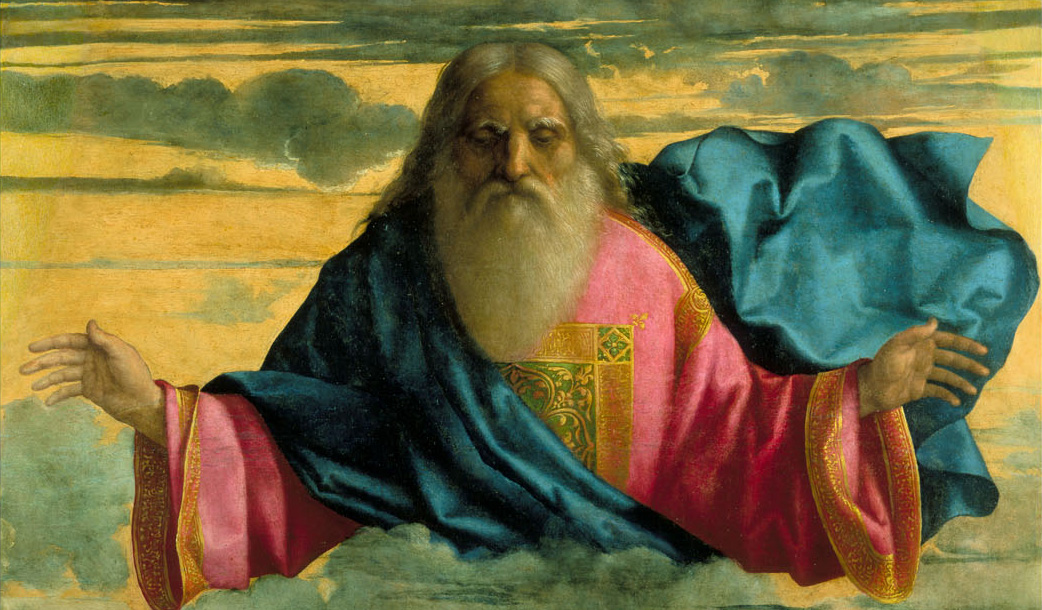
Giovanni Bellini, Padre Eterno, 1504-1505, olio su tavola, 102x132 cm, Pesaro, Musei civici

Resta non valutabile la sezione centinata con il Padre che fu ridipinto da Giuseppe Gallo Lorenzi durante il restauro del 1839-1840 (e in buona parte anche i freschissimi cherubini quasi schizzati dal Bellini). Alcuni hanno pensato che questa raffigurazione sia una libera invenzione del restauratore, ma l'incisione di Mocetto, di poco successiva e ispirata sicuramente a questa pala, suggerisce che l'Eterno fosse già presente. E per avere un'idea di come possa esser stata in origine la figura del Padre, si deve osservare il Padre Eterno del Museo della città di Rimini, frammento di una più estesa tavola coeva.

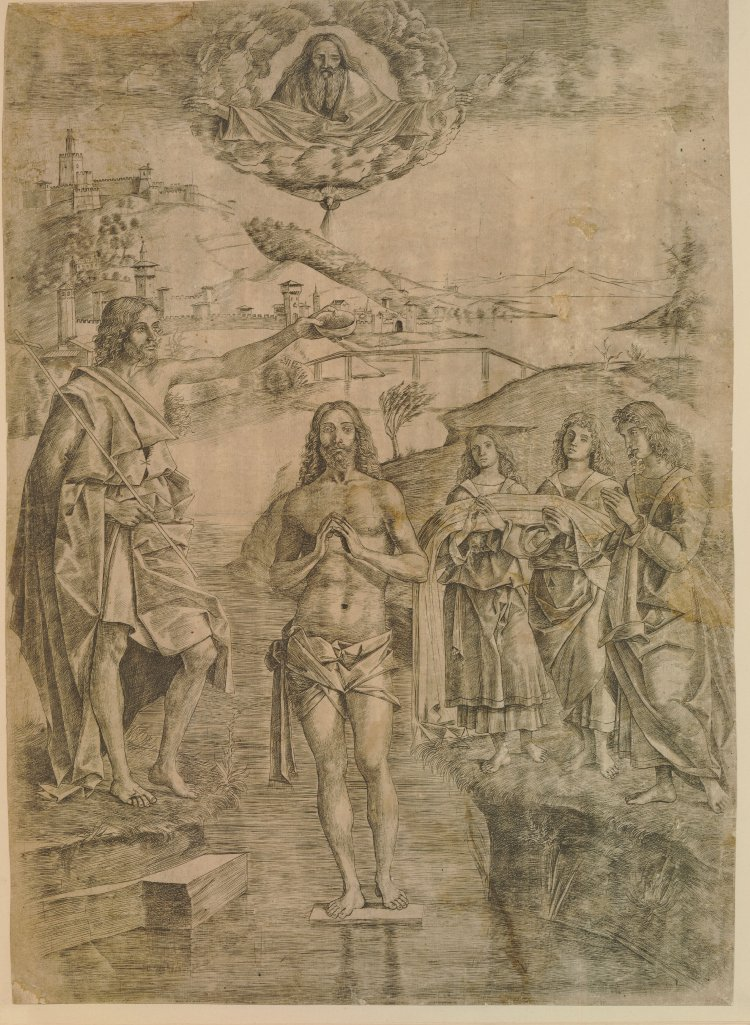
Girolamo Mocetto, Battestimo di Cristo, ante 1530, incisione

Sempre nell'incisione del Mocetto è da notare come abbia ignorato le braccia incrociate di Cristo per tradurle nella più consueta posizione di preghiera. È stata invece una scelta precisa di Bellini di presentare qui il Cristo con le braccia incrociate, come d'uso per i defunti, e cioè come in una Imago Pietatis per prefigurarne il destino di sacrificio, assieme al significato teologico del battesimo come morte dalla vecchia vita e rinascita nella nuova. Si trattava comunque di una rappresentazione raramente riscontrabile in precedenti più arcaici (come per esempio in Taddeo Gaddi e Bicci di Lorenzo), non compresa e ignorata da alcuni imitatori di quest'opera, come anche avvenne nel Battesimo di Cristo con quattro santi di Benedetto Diana (Museo Borgogna di Vercelli); venne mantenuta invece nella debole copia di scuola di San Giovanni al Tempio. Questa medesima particolare posizione di Gesù venne rappresentata quasi contemporaneamente, e probabilmente in modo indipendente, anche in una tavola del Perugino e in un disegno del Botticelli, piuttosto saltuariamente da altri autori più tardi; forse soltanto nell'insistenza dei veneti Tintoretto o Veronese ad adottare, a modo loro, questa soluzione è possibile ravvisare una memoria di questo quadro.

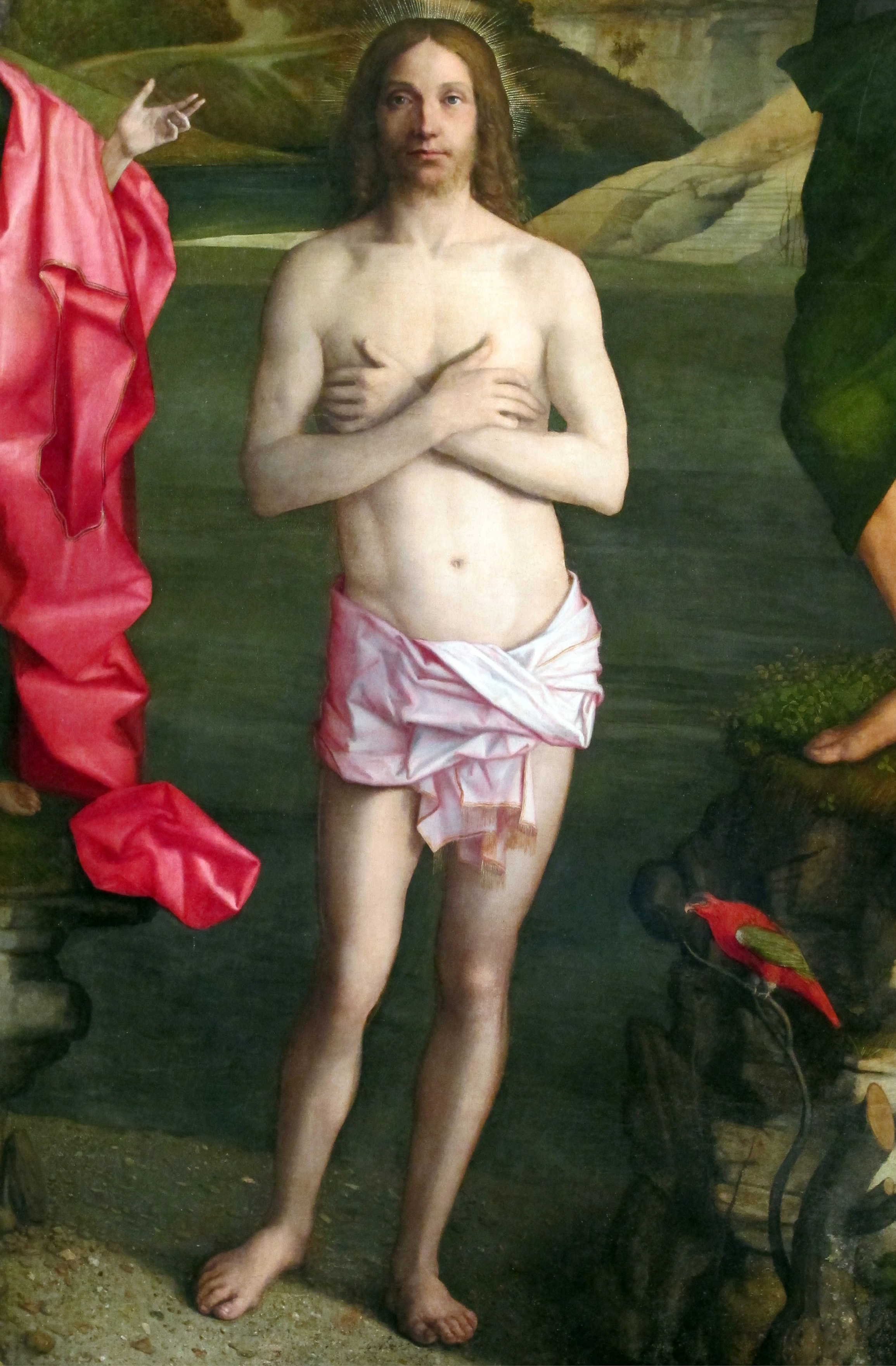
Cristo

La figura di Cristo, pienamente frontale e cinta soltanto da un candido perizoma con bordure e frange dorate e delicatamente velato di lilla in lacca di robbia come effetto del riflesso nelle acque del manto rosso, appare in piena luce mantenendo comunque una tridimensionalità che la sospinge fuori dalla tavola. Il suo sguardo si rivolge verso uno spazio che va oltre l'osservatore donandogli un'espressione meditativa. Questo effetto venne ottenuto dell'artista con l'artificio di conferire agli occhi un leggerissimo strabismo divergente, un espediente riscontrabile anche nei quasi coevi Cristo benedicente di Fort Worth o nel Ritratto del doge Loredan di Londra. I raggi della sua aureola, definiti da vibranti punti di giallo dorato picchettati contro l'ombra dello sfondo, la rendono inusualmente evidente. Forse un memento corona di spine di cui una spina reliquia è conservata nella chiesa.
È posto in posizione inferiore rispetto al Battista, come prova di umiltà e, sopra di lui cadono, quasi invisibili, le ultime gocce del bacile del Battista. Ma queste, come la ciotola, rimangono allineate verticalmente alla figura del Padre quasi a significare che il battesimo avviene da parte del Divino lasciando a Battista, fuori da questo allineamento, il ruolo di esecutore secondario.
L'incarnato abbrunato del cugino Giovanni, cotto dal sole del deserto, contrasta con quello pallido di Cristo. E anche luce lo colpisce più radente: lo illumina solo in parte lasciandone in ombra il volto. Restano tuttavia definiti i tratti del viso induriti dalla vita eremitica, tratti presenti anche nella figura gemella della coeva Sacra conversazione Giovanelli. Anche altri elementi della figura sottolineano la rusticità acquisita dal personaggio come il corpetto di cammello da cui spuntano ciuffi di pelo, i tendini tesi del braccio muscoloso che regge la coppa, la vene gonfie della ruvida mano che trattiene la semplice croce astile costruita con grezzi rami e il cartiglio profetico parzialmente srotolato. Resta qui leggibile solo «[A]GNUS DEI», invece l'«ECCE» resta nascosto nella parte arrotolata che con il suo colpo di luce compensa la zona ombrosa.

La balza che fa palco a Giovanni accoglie anche alcuni tronchi tagliati, è la traduzione in immagine (talvolta altrimenti presente nella iconografia del Precursore) della metafora predicata dallo stesso: «Già la scure è posta alla radice degli alberi: ogni albero che non produce frutti buoni viene tagliato e gettato nel fuoco» (Matteo 3,10). Il bordo precipita verso il fiume in corrugate rocce che anticipano il San Girolamo di Washington.

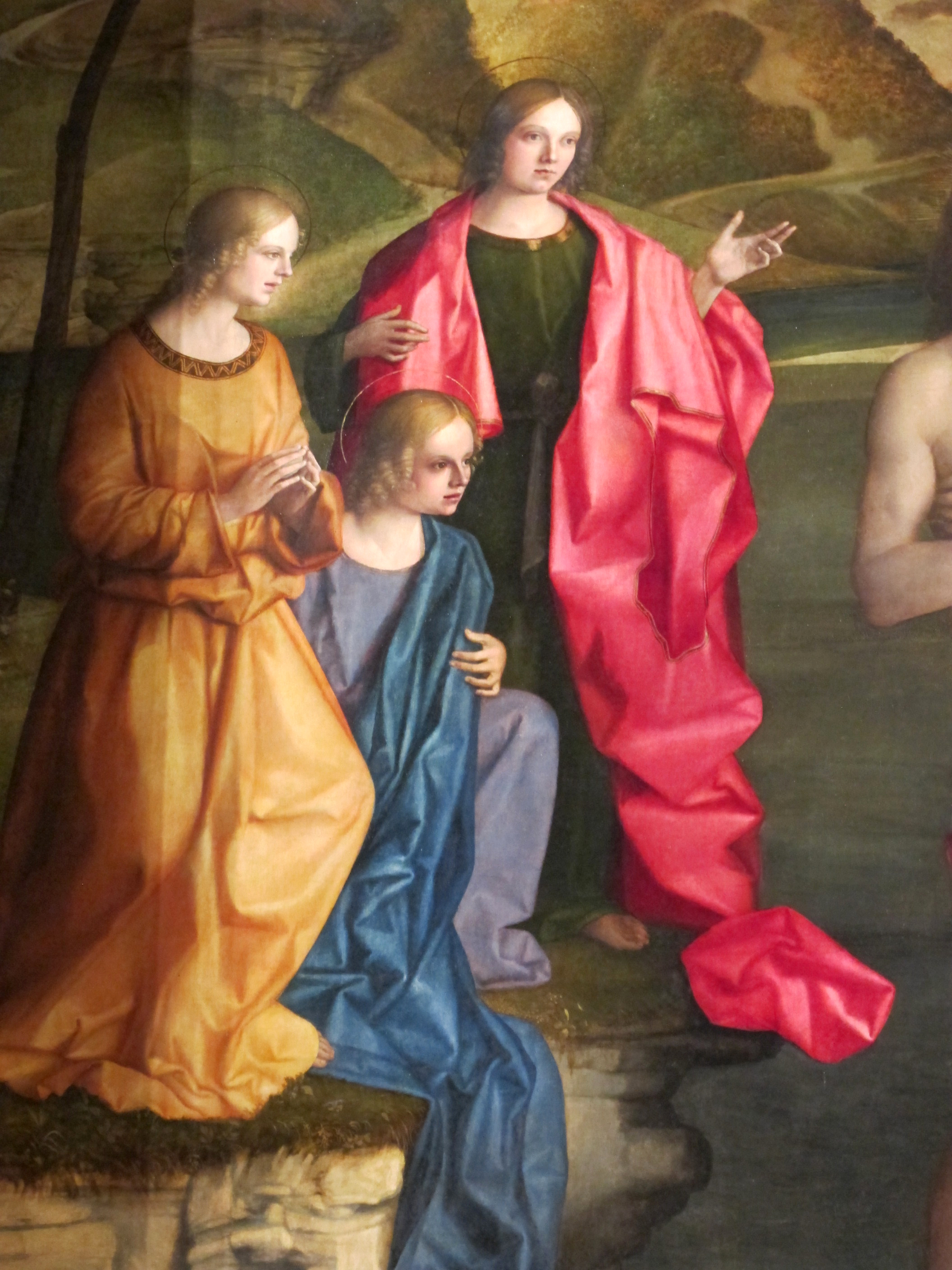
Le tre figure angeliche ovvero Virtù teologali

Alla destra di Cristo, sulla balza opposta, stanno tre figure soprannaturali. Non sono più i tradizionali angeli ancora rappresentati dal Cima. Le loro figure non hanno ali, sono nettamente connotate come femminili anche nelle acconciature, soprattutto la prima che porta i capelli raccolti da un nastro in una coda, invece che riccioluti giovani efebici.

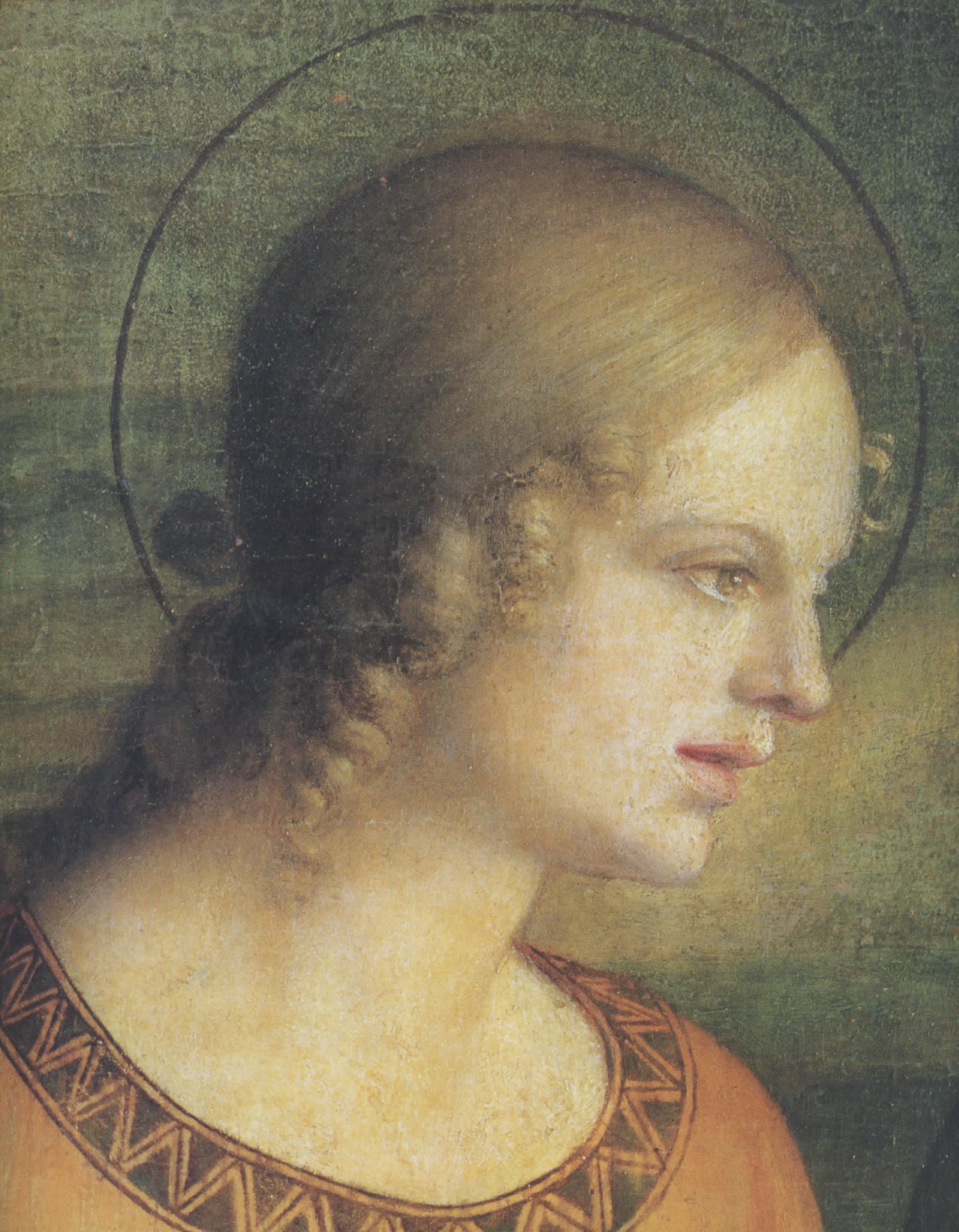
Volto della supposta Speranza

Una plausibile interpretazione le identifica nelle personificazioni delle Virtù teologali: virtù superiori non raggiungibili dall'uomo per mezzo di opere, ma dono divino acquisibile soltanto con il battesimo. I loro movimenti, sono indipendenti, e quasi musicalmente correlati in passi di danza; due di loro portano le vesti del battezzando disinvoltamente gettate sulle spalle, ma tutte sono rivolte verso di lui. I loro vivaci colori prefigurano i toni della piccola Pala di Cornbury Park e sono ancora più illuminati dalla sapiente giustapposizione di tinte complementari: il giallo aranciato accostato all'azzurro e al violaceo, il rosso al verde. La purezza dei volti con l'ordinata scriminatura dei capelli che si arricciano verso le gote, annuncia un classicismo che si sta maturando nell'arte veneta con i busti di Tullio Lombardo ed alcune figure del Giorgione.
La scelta di rappresentarle tradizionalmente come un gruppo di fanciulle, però senza gli attributi che le distinguano, crea qualche problema interpretativo, ma si possono azzardare delle ipotesi di identificazione: la mano verso il cuore della fanciulla al centro può alludere alla Carità, le mani giunte di quella a sinistra possono far pensare alla Speranza, mentre la mano di quella in piedi che indica il numero tre, ovvero la Trinità, può alludere alla Fede. I riferimenti alla Trinità paiono d'altra parte particolarmente insistiti: oltre alle tre dita della Fede le stesse tre figure delle Virtù o il trifoglio sotto i piedi del Battista.

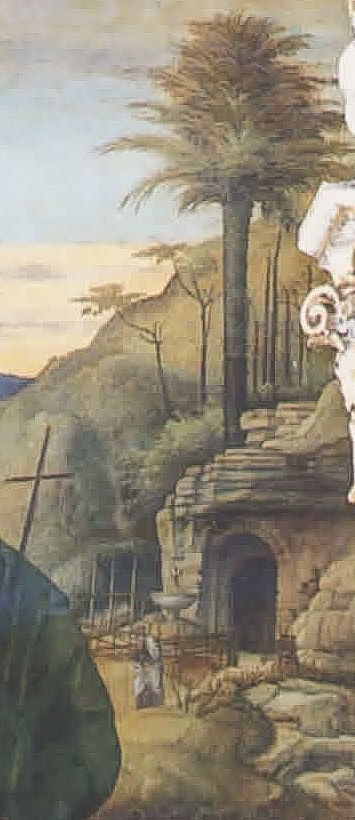
Eremo

Alle spalle del gruppo principale, con un'illuminazione proveniente dalla direzione opposta, si apre un'ampia vallata sprofondante nel lago che tanto affascinò Roger Fry nella sua seconda visita a Vicenza:
(Roger Fry, Appunti vicentini, 1902)
Le linee diagonali dei declivi convergono verso il capo di Gesù definendolo come punto focale, non tanto prospettico quanto compositivo.
L'alto orizzonte, coincidente con la testa del Battista, è delimitato, contro il rosa aranciato del cielo aurorale, dalle vette azzurrine dei monti più lontani che si innalzano sulla foschia di un'altra nascosta valle.
La natura rappresentata è docilmente segnata dall'intervento dell'uomo con i suoi sentieri sinuosi che salgono ondeggiando i declivi: è la caratteristica visione della natura dipinta dal Bellini fin dai tempi dell' Orazione nell'orto della National Gallery londinese, ma è una natura dove non viene definito dove inizi l'opera umana o l'intervento divino.
Sui declivi alle spalle del Battista appare un eremo scavato nella roccia, chiaro riferimento al lungo periodo di romitaggio nel deserto di Giovanni. Non è una spelonca selvaggia, l'intervento umano ha risaltato l'apertura con un'arcata a duplice ghiera di conci, squadrato gli stipiti e posto una fontana di pietra a fianco dell'accesso.
Lo steccato di recinto e la pergola con la vite frondosa, luogo più consono alla lettura dei testi sacri, riecheggiano l'altro eremo dipinto da Bellini nel San Francesco della Frick Collection. Sopra l'eremo svetta una grande palma, a ricordare il pellegrinaggio in Terra Santa.
Un curvo eremita se ne esce, la figura risulta aggiunta dal pittore sulla pittura già asciutta riprendendo il medesimo personaggio nell'Allegoria sacra, ugualmente appuntato in margine. Il viottolo che sta scendendo passa nascosto dietro la figura del Battista terminando in un'ampia scalinata che si tuffa nel Giordano, un percorso verso la rinascita nelle acque del fiume.
Al lato opposto della vallata la cittadina murata e la piccola chiesa assumono senso, l'una della vita attiva l'altra della religiosità organizzata, come le tappe da superare per l'avvicinamento a Dio.

### Pappagallo

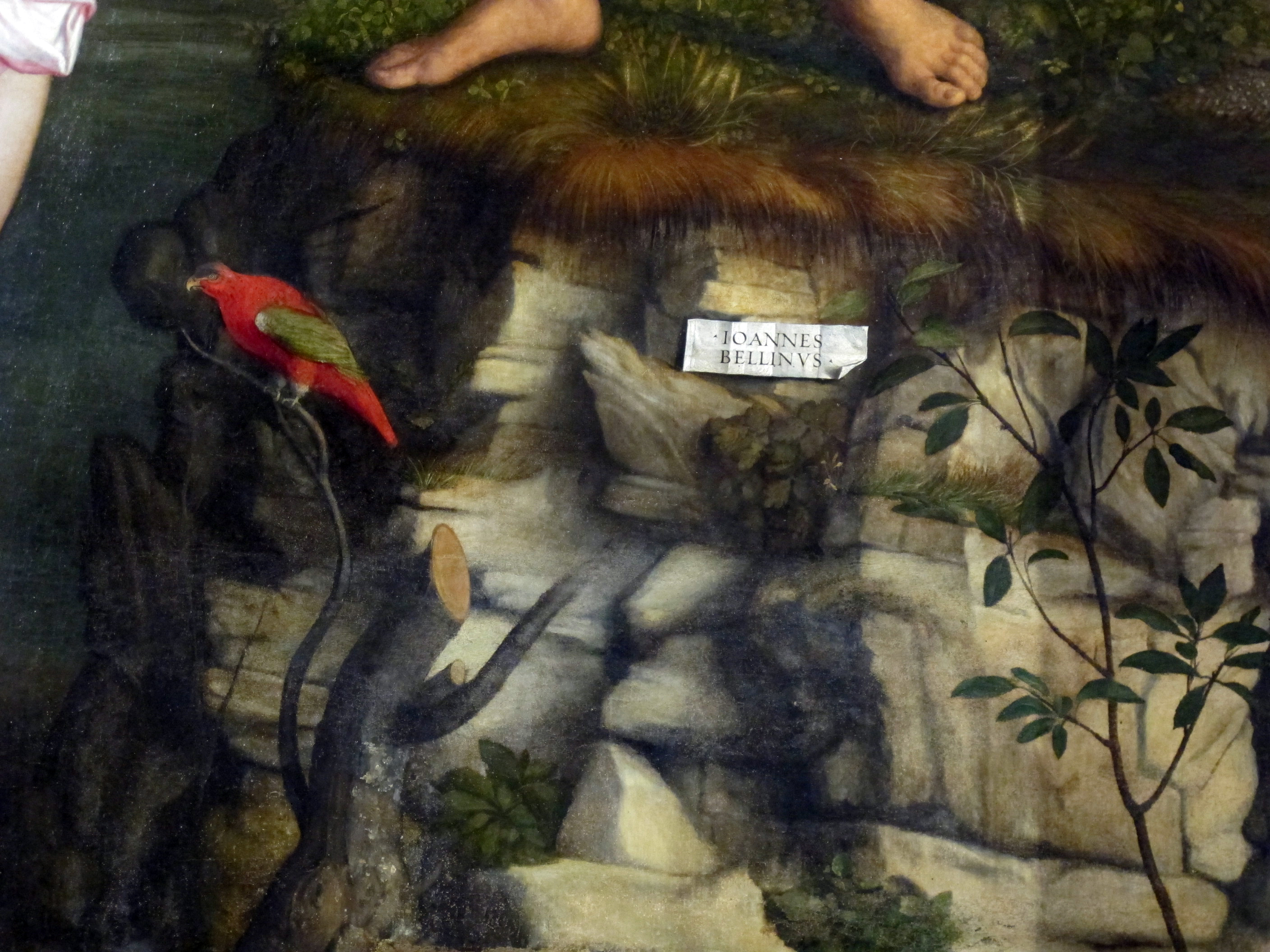
Dettaglio: il pappagallo e il cartiglio con la firma

Il multicolore pappagallo visibile sotto ai piedi del Battista risulta piuttosto debole nella resa pittorica tanto che Cavalcaselle lo considerava un'aggiunta arbitraria del restauro ottocentesco. Probabilmente invece si tratta di una ridipintura voluta dal committente Battista Graziani e affidata ad un anonimo pittore vicentino, successiva al massimo di due decenni rispetto alla consegna della pala.
Va detto tuttavia che la rappresentazione di questo volatile, già utilizzata in dipinti a tema religioso, ma anomala in un ambito come un Battesimo di Cristo, sottende una articolata metafora. L'esotico pappagallo, infatti, era già noto nell'antichità classica ben conoscendone le provenienza dall'oriente indiano. Viene citato nella letteratura latina come psittacus (per esempio Ovidio, Stazio, Persio, Plinio, Marziale o Macrobio)  apprezzandolo per il suo aspetto e la caratteristica abilità di apprendere a pronunciare parole.
Soprattutto si credeva che sapesse salutare scambiando il suo naturale verso gutturale per il saluto greco χαῖρε (chaire), cioè «salve», successivamente tradotto nel latino ave perdendo l'effetto onomatopeico: «Quis expedivit psittaco suum χαῖρε / picasque docuit nostra verba conari?» («Chi suggerì al pappagallo quel suo Salve, e insegnò alle gazze a tentare le nostre parole?»). Ma ancora più che sapesse riconoscere i potenti a cui rivolgere il saluto: «Psittacus a vobis aliorum nomina discam: / hoc didici perme dicere Caesar Have» («Io Pappagallo / da voi imparerò altri nomi. / nacqui sapendo già dire Ave Cesare»).
Tutte queste leggende si trasformarono in simbologie attraverso la letteratura patristica sottolineando l'abilità locutoria del pappagallo. Franciscus de Retza, domenicano viennese, nel suo Defensorium inviolatae virginitatis Mariae (stampato alla fine del '400) mise in relazione l'abilità di pronunciare Ave con il saluto dell'angelo annunciante, elevando il volatile a segno di salvezza e redenzione. Certamente ebbe una maggiore diffusione il testo in volgare della Vita della Nostra Donna di Bernardino da Novara, stampato anche a Venezia nel 1489:
dio te salvi re, o signore del cielo e della terra creatore de le cose fiolo de dio incarnato de la verzene Maria»
(Bernardino da Novara, Vita della Nostra Donna, Venezia, 1489, libro I, cap. XXIX, c. 23v)
In alcuni bestiari medioevali viene sottolineata l'avversione per l'acqua sporca che rovina i brillanti colori della sua livrea e si mette in relazione l'uccello più pulito esistente con la nettezza di Cristo, nato senza peccato. Inoltre si indica l'abitudine a costruire il nido verso oriente come un riferimento all'antica indicazione di costruire le chiese orientate verso levante, simbolicamente verso Gerusalemme: infatti anche la posizione a destra della tavola, cioè verso il presbiterio di questa chiesa orientata, può essere messo in relazione con questa leggendaria abitudine.
La metafora appare così sciolta nell'avvicinarsi del pappagallo a salutare Cristo come Re dei Re nel momento del suo battesimo inteso come morte/rinascita, ma anche all'acqua ora pura, perché santificata dell'immersione di Gesù. Non manca un riferimento all'eloquenza del Battista.

## Iconografia, riferimenti e copie

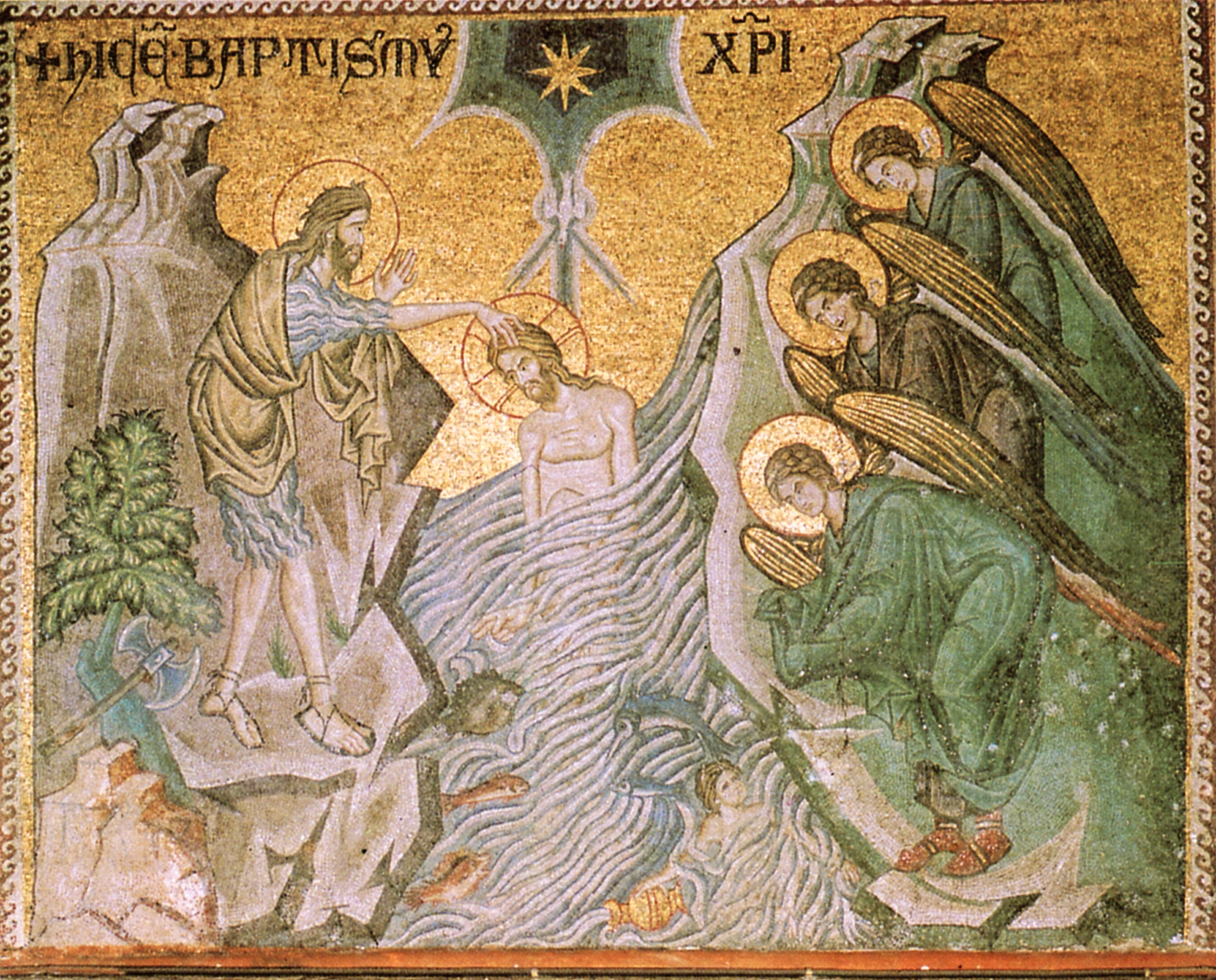
Anonimo, Battesimo di Cristo, metà del XIV secolo, mosaico, Venezia, Battistero della Basilica di San Marco
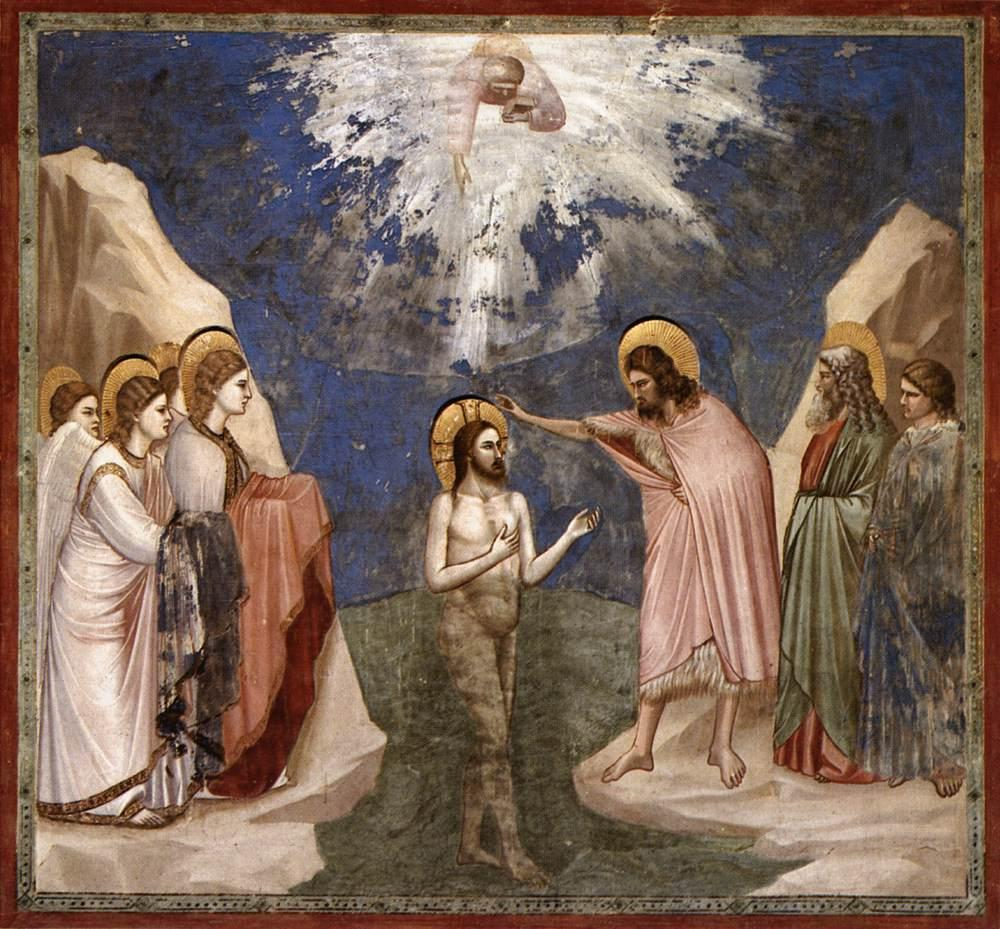
Giotto, Battesimo di Cristo, 1304-1306, affresco, Padova, Cappella degli Scrovegni
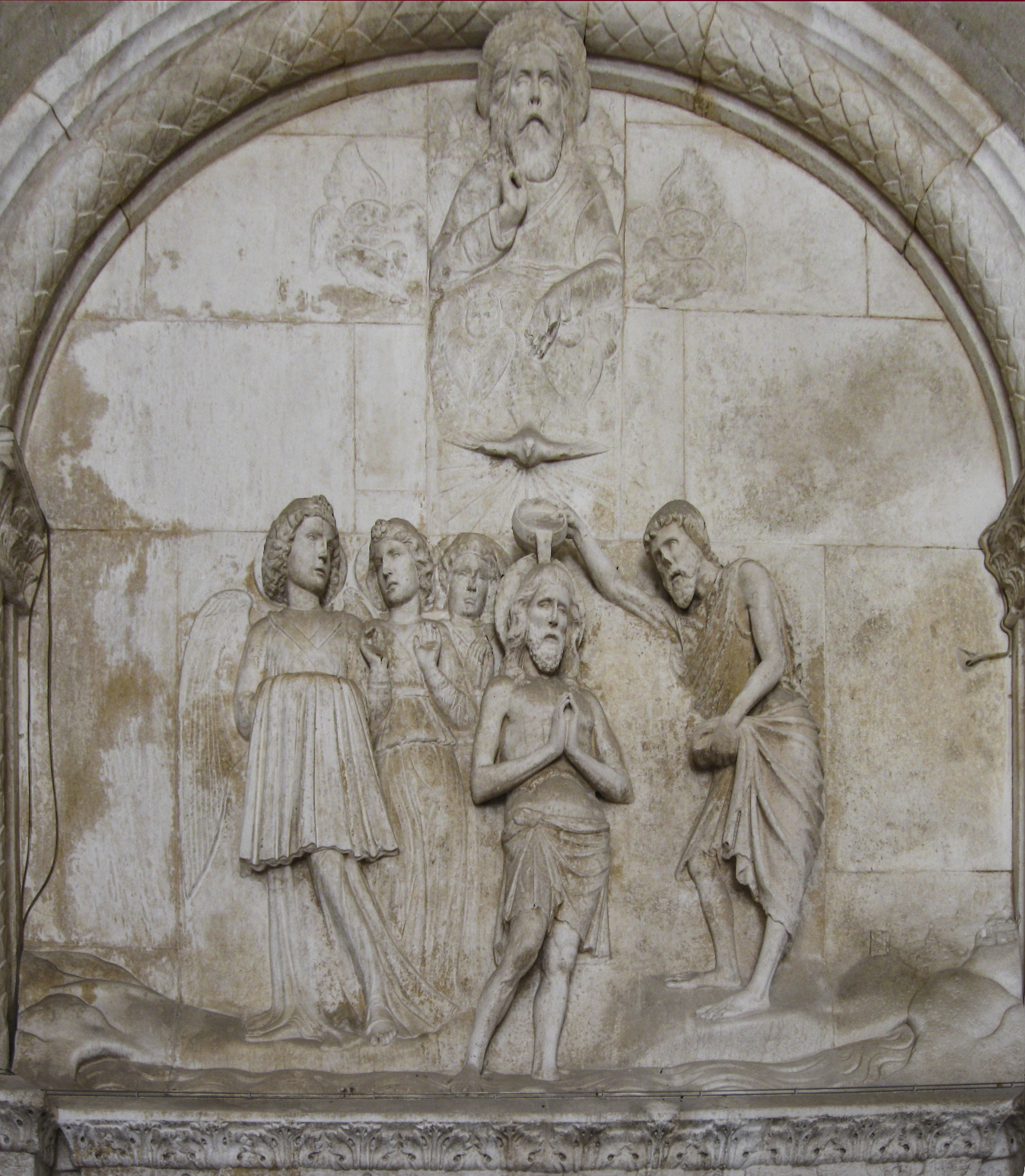
Andrea Alessi, Battesimo di Cristo,  1468 circa,  bassorilievo, Traù, Cattedrale di San Lorenzo
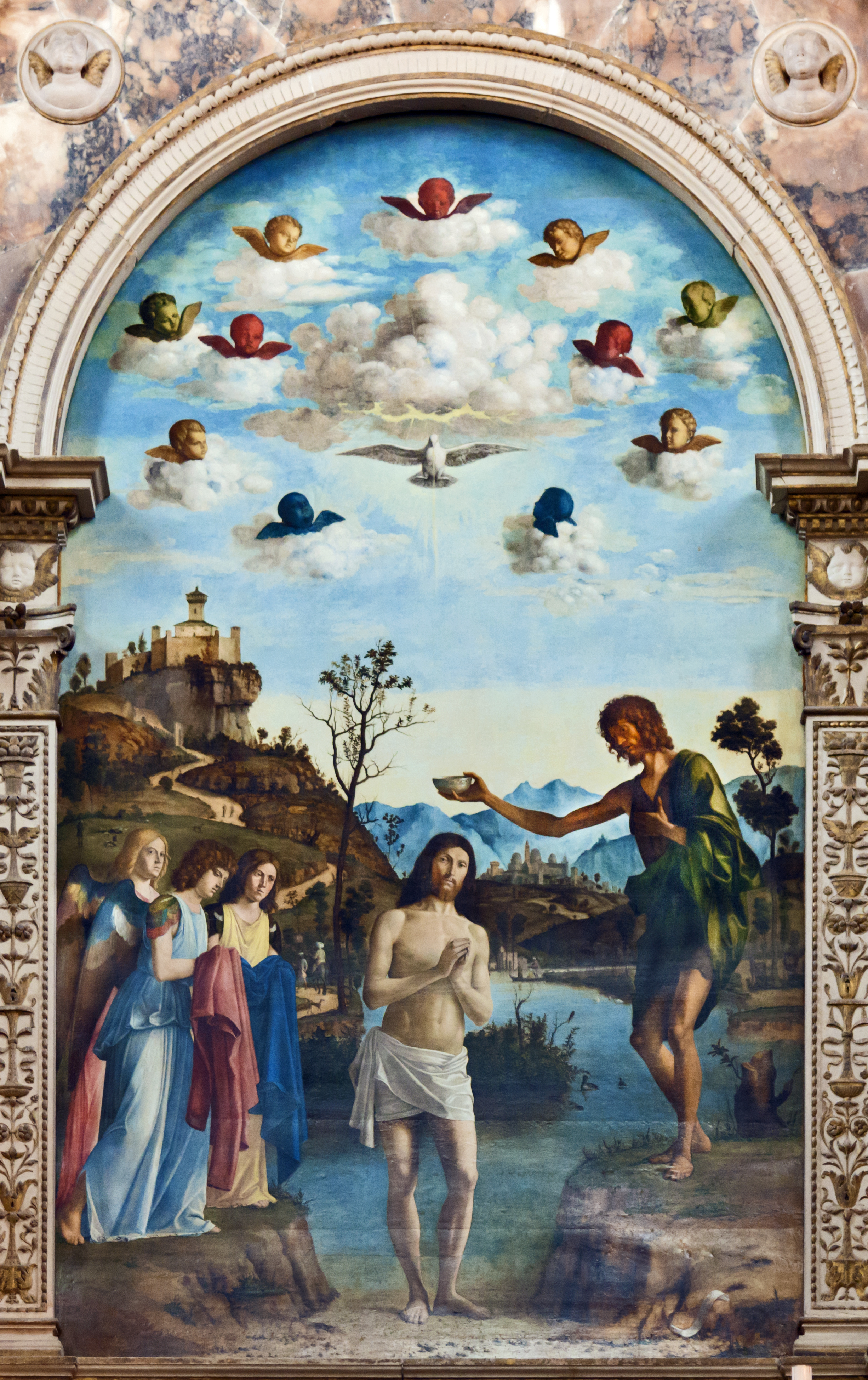
Cima da Conegliano, Battesimo di Cristo, 1492, olio su tavola, Venezia, chiesa di San Giovanni in Bragora
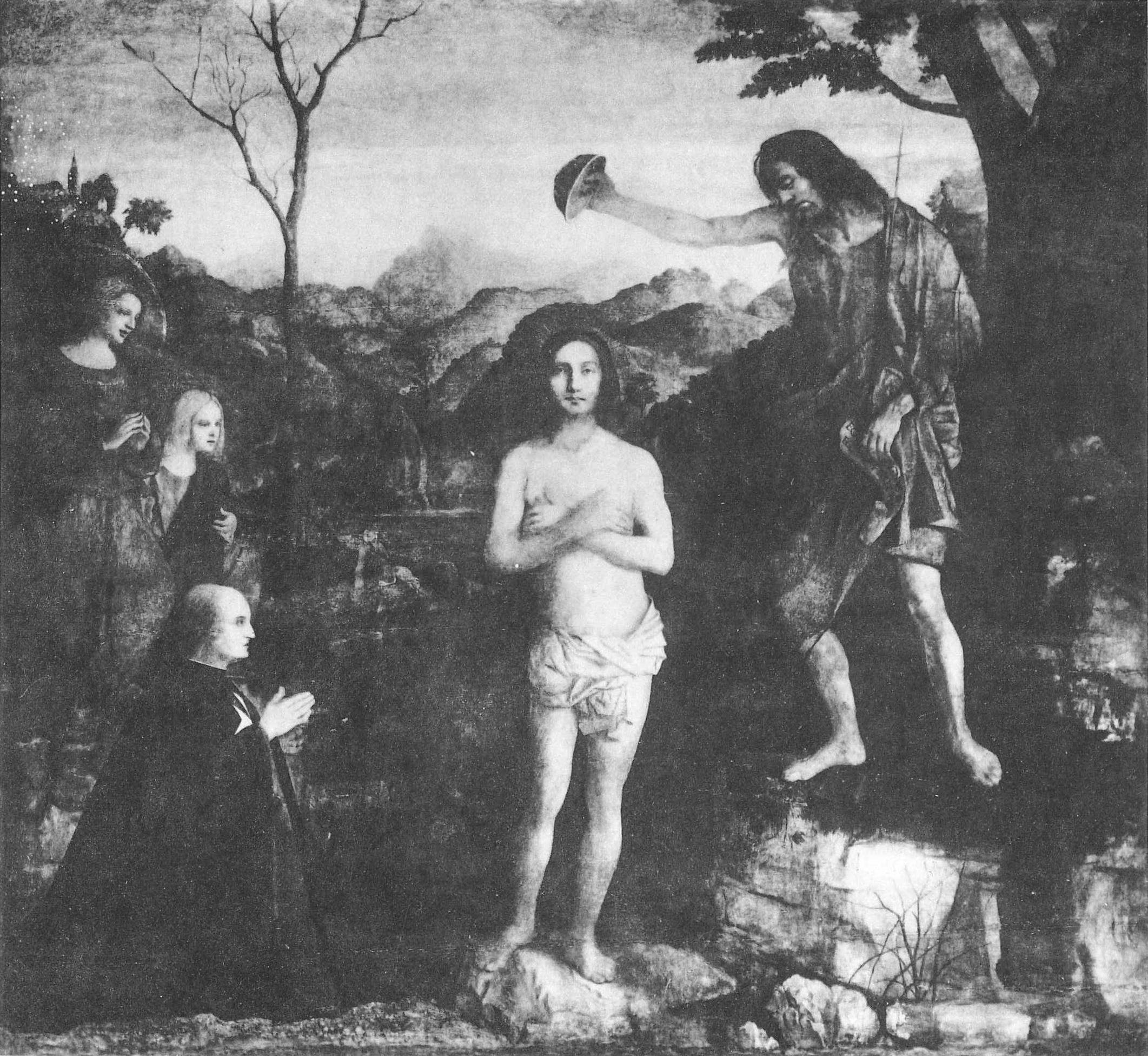
Bottega belliniana, Battesimo di Cristo con un donatore, inizio XVI secolo, Venezia, chiesa di San Giovanni al Tempio
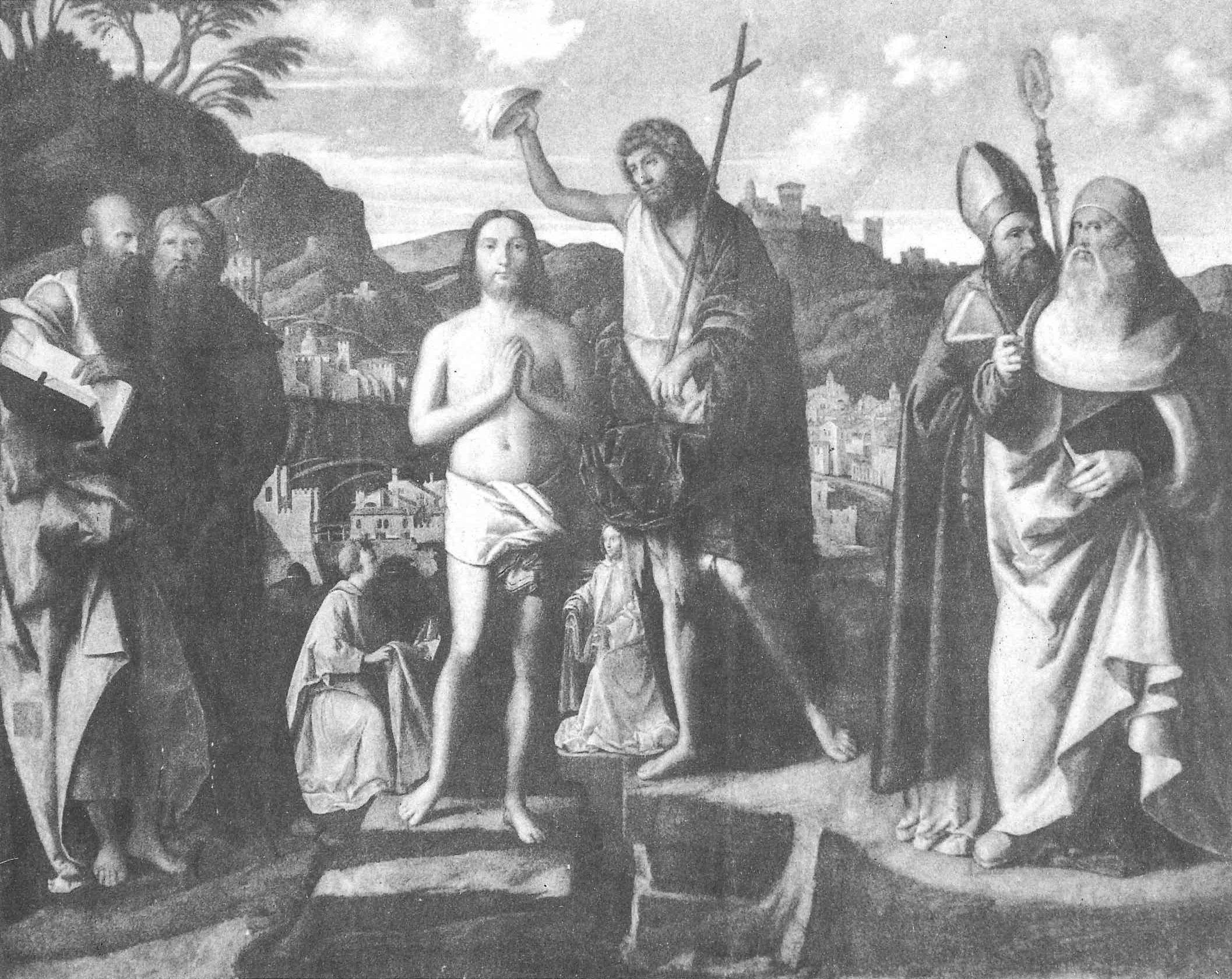
Benedetto Diana, Battesimo di Cristo con i santi Paolo, Giacomo, Agostino e Girolamo, Vercelli, Museo Borgogna